# Богомил Андреев
Богомил Василев Андреев е български режисьор, актьор и театрален организатор.

## Биография
Роден е в Кюстендил. Завършва гимназия в родния си град и Военно училище в София (1912). Участва в Балканската война (1912-1913) и Първата световна война (1915-18) и достига до чин капитан.
Още като ученик в гимназията и във Военното училище участва в самодейни постановки. През 1915 г. е член на театрална комисия при читалище „Братство“, Кюстендил. През 1919 г. напуска военната служба и се отдава на театрална дейност, като от 1919 до 1921 г. е управител и режисьор на читалищния самодеен театър. Поставя по 7-8 пиеси годишно, предимно от руската класика.
През 1921 г. започва работа като професионален актьор в Свободния театър в София. Учи в театралната школа във Виена (1922) и в частната школа на Николай Масалитинов в Берлин (1923). След завръщането си в България играе в Свободния театър и в драматичната трупа на П.К. Стойчев. През 1924-25 г. играе на сцената на Русенския театър.
От 1926 г. се установява в Кюстендил като актьор и режисьор на читалищния театър. Създава театрална трупа от учители, инженери и работници. Установява тесни връзки с Народния театър в София, като поставя пиеси от неговия репертоар и кани най-добрите му артисти за изпълнители на главните роли. Превръща читалищния театър в Кюстендил в своеобразен филиал на Софийския Народен театър. Участва в оперетната самодейност: през 1928 г. изпълнява ролята на Георги (бащата) в оперетата „Моралиста“ (музика Маестро Атанасов, текст Ст. Миленков).
През 1928 г. постъпва в Софийския Народен театър; дебютира с ролята на граф Лерма в „Дон Карлос“ от Шилер. От 1937 до 1939 г. изпълнява най-отговорните роли, играни дотогава от Кръстьо Сарафов. Изпълнява над 80 роли, между които: Вълчан Нанов („Боряна“ от Йордан Йовков), Петър Ефремов („Дъщерите на Ефремов“ от Ст. Савов), д-р Борис Домокош („Матура“ от Ф. Ласло), Гордей Карпич („Бедността не е порок“ от Николай Островски), Джеймс Мейо („Отвъд хоризонта“ от Юджийн О'Нийл), Цезар („Фани“ от Марсел Паньол), Петре Дину („Титаник вале“ от Т. Мушутеску), Антонио („Дванадесета нощ“ от Уилям Шекспир) и др. Същевременно не престава да се грижи за читалищния театър в Кюстендил. Често кани на гастроли най-видните актьори (Кръстьо Сарафов, П. Атанасов, Ив. Димов, Б. Михайлов, С.Огнянов, Н. Буюклиева, 3. Йорданова и др.) на Софийския Народен театър и сам играе в почти всички постановки. Автор е на текста на „Булаирски марш“.